# (2314) Field
(2314) Field est un astéroïde de la ceinture principale.

## Description
(2314) Field est un astéroïde de la ceinture principale. Il fut découvert le 12 novembre 1977 à Harvard par l'observatoire de l'université Harvard. Il présente une orbite caractérisée par un demi-grand axe de 2,26 UA, une excentricité de 0,03 et une inclinaison de 5,7° par rapport à l'écliptique.